# Ólafur Björnsson
Ólafur Björnsson (* 14. August 1992) ist ein isländischer Eishockeyspieler, der seit 2014 beim UMFK Esja in der isländischen Eishockeyliga unter Vertrag steht.

## Karriere
Ólafur Björnsson begann seine Karriere als Eishockeyspieler bei Ísknattleiksfélagið Björninn. 2010 wechselte er in seine schwedische Geburtsstadt zum Helsingborgs HC, für den er in der in schwedischen U18- und U20-Nachwuchsligen auf dem Eis stand. Zur Spielzeit 2011/12 kehrte er nach Island zurück und spielte dort für seinen Stammverein Ísknattleiksfélagið Björninn, mit dem er 2012 den isländischen Landesmeistertitel errang. Seit Björninn mit Hunar eine zweite Mannschaft in der Liga stellt, spielte er neben seinem Engagement für die erste Mannschaft auch dort. Seit 2014 steht er für den UMFK Esja auf dem Eis.

### International
Ólafur Björnsson spielte bereits als Jugendlicher für Island. Er nahm an der Division III der U-18-Weltmeisterschaften 2008 und 2009 und der Division II der U-18-Weltmeisterschaft 2010, als er als bester Spieler seines Teams ausgezeichnet wurde, sowie dem Division-II-Turnier der U-20-Weltmeisterschaft 2011 und den Division-III-Turnieren der U-20-Weltmeisterschaften 2010 und 2012, als er nicht nur als bester Spieler seines Teams ausgezeichnet wurde, sondern auch der beste Scorer (10 Punkte, gemeinsam mit dem Neuseeländer Remy Sandoy) und Vorbereiter (6 Assists) des Turniers war, teil.
Für die Herren-Nationalmannschaft spielte Ólafur Björnsson in der Division II bei den Weltmeisterschaften 2011, 2012, 2013, 2014 und 2017. Zudem vertrat er seine Farben bei der Olympiaqualifikation für die Winterspiele in Pyeongchang 2018.

## Erfolge und Auszeichnungen
- 2009 Aufstieg in die Division II bei der U18-Weltmeisterschaft der Division III, Gruppe B
- 2010 Aufstieg in die Division II bei der U20-Weltmeisterschaft der Division III
- 2012 Aufstieg in die Division II bei der U20-Weltmeisterschaft der Division III
- 2012 Topscorer und bester Vorbereiter bei der U20-Weltmeisterschaft der Division III
- 2012 Isländischer Meister mit Ísknattleiksfélagið Björninn